# Mara (budismo)

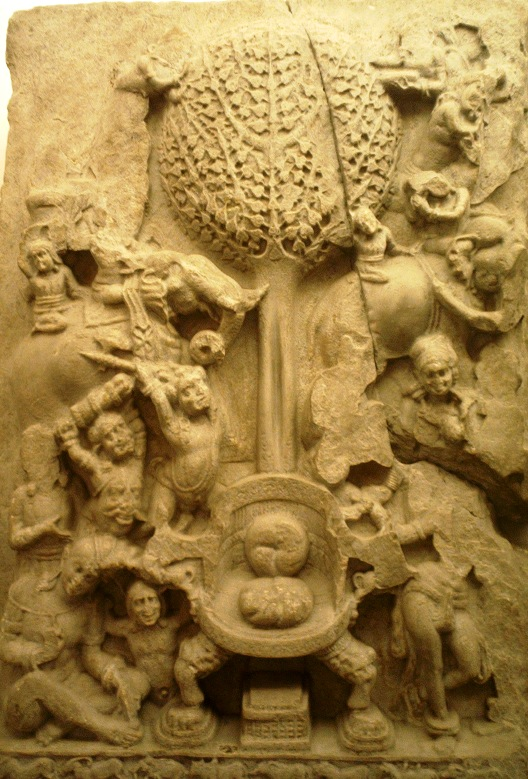
Imagen de Mara, al estilo de Gandhara, distrito de Swat en el valle del río Swat.

Se le llama Mara a la ilusión que conforma la realidad en el budismo y que es originada por un estado mental, y/o su personificación como una entidad; la cual intentó evitar que el Buda Siddharta Gautama alcanzara la iluminación y saliera del Samsara.
Hay muchas fuentes sobre qué es realmente "Mara", aunque todas concuerdan en que se manifestó ante Siddharta Gautama para tratar infructosamente de evitar que este alcanzara la iluminación y se transformara en un Buda; y se manifiesta para mantenernos en los Seis reinos del samsara. 
Las diferentes descripciones que ha tenido son:
- Mara, Dios de la destrucción[3]
- Mara, señor de la ilusión, líder de los demonios
- Mara, un demonio[4]
- Mara, parte negativa que habita en cada persona que se genera a partir de los cinco obstáculos, y construye una ilusión del interior de la propia mente.
- Mara, las contaminaciones mentales de cada individuo provenientes de Klesa (los estados mentales negativos), las mismas que podríamos denominar "ignorancia" que oculta la verdadera  naturaleza del mundo (Tri-Laksana); y es esta misma la que impide a los seres lograr el Nirvana.

A partir de lo indicado, en el budismo tradicional se dan cuatro o cinco formas metafóricas de Māra: 
- Kleśa-māra: Māra como la encarnación de todas las emociones inhábiles , como la codicia, el odio y el engaño.
- Mṛtyu-māra: Māra como la muerte.
- Skandha-māra: Māra como metáfora de la totalidad de la existencia condicionada.
- Devaputra-māra: el deva del reino de los sentidos, que trató de evitar que Gautama Buddha lograra la liberación del ciclo de renacimiento (Samsara) en la noche de la iluminación de Buddha.

Así, Mara (al igual que el concepto análogo de Maya en el hinduismo), impide ver la Ilusión del Mundo. Aquellos que escapan de Mara y alcanzan la iluminación, como el Buda, pueden escapar así finalmente del ciclo de vida y muerte y realizarse en la "Budeidad" Diez Mundos.. Así a partir de su concepto, se puede trata de dar respuesta a la pregunta cosmogónica de "¿Por qué existe algo?", entendiéndose que la existencia de "algo" es solo ilusión.
El budismo primitivo reconoció tanto una interpretación literal como psicológica de Mara. En la cosmogonía budista, Mara se asocia con la muerte, el renacimiento y el deseo; siendo descrito como "la personificación de las fuerzas antagónicas a la iluminación". 
Igualmente estaría relacionado con el concepto del reflejo expresado en la metáfora de la Red de Indra.
"Buda desafiando a Mara" es una pose común de las esculturas de Buda. El Buda se muestra con la mano izquierda en el regazo, la palma hacia arriba y la mano derecha sobre la rodilla derecha. Los dedos de su mano derecha tocan la tierra, para llamar a la tierra como su testigo para desafiar a Mara y lograr la iluminación. Esta postura también se conoce como el mudra bhūmisparśa "testigo de la tierra"

## Personaje
Mara se describe como una entidad que tiene una existencia en el mundo de Kāma, tal como se muestra que existe alrededor del Buda, y también se describe en pratītyasamutpāda como, principalmente, el guardián de la pasión y el catalizador de la lujuria, la vacilación y el miedo; el que obstruye la meditación entre los budistas. El Denkōroku se refiere a él como "El que se deleita en la destrucción", lo que destaca su naturaleza como una deidad entre los devas Parinirmitavaśavarti. 
El mito indica que cuando el rey celestial demoníaco quiso evitar que el príncipe Siddhartha (Buda Gautama), llegará al Nirvana, cuando este estaba próximo a alcanzar la iluminación, Mara llegó montado en su elefante   Girimekhala, trayendo consigo un ejército para intimidar a Siddhartha. 
Los devas que estaban observando y/o acompañado a Siddhartha, como Maha Brahma, Sakka, Mahakala, entre otros, huyeron de ese lugar al ver este gran ejército. Así Siddhartha se enfrentó solo a Mara y su ejército refugiándose en los diez paramitas que había entrenado durante mucho tiempo; siendo así infructuosos todos los esfuerzos de Mara y su ejército (incluido las fuertes lluvias acompañadas de fuertes vientos y truenos que rugían constantemente, seguidos por otras horribles vistas para intimidar). Incluso el uso del arma cakkavudha por parte de Mara fue infructuoso, ya que está arma se convierte en un paraguas muy hermoso, que cuelga tranquilamente y da sombra al Bodhisattva. Luego Siddhartha pidió a la tierra que diera testimonio de sus actos, y fue así como Girimekhala cayó arrodillado frente al Buda. 
Igual se dice que Mara posteriormente trato de tentarlo mediante la visión de hermosas mujeres que, en varias leyendas, a menudo se dice que son las hijas de Mara. En algunos relatos de la iluminación de Buda, se dice que ellas vinieron voluntariamente después del revés de Māra en su esfuerzo por eliminar la búsqueda de iluminación de Buda. Las tres hijas de Mara se identifican como Taṇhā (sed), Arati (aversión, descontento) y Rāga (apego, deseo, codicia, pasión).  Por ejemplo, en el Māra-sa ṃ yutta del Samyutta Nikaya se indica que las tres hijas de Mara se desnudaron frente a Buda, pero igualmente fracasaron en atraer al Buda al mundo de la ilusorio de Mãra:

Habían venido a él resplandecientes de belleza:
Taṇhā, Arati y Rāga –
Pero el Maestro los barrió allí mismo como el viento, un penacho de algodón caído.

Algunas historias se refieren a la existencia de Cinco Hijas, que representan no solo los Tres Venenos de la Atracción, la Aversión y el Delirio; sino que también incluyen a las hijas Orgullo y Miedo.
Tradiciones posteriores cuentan que Mãra habría posteriormente realizado su conversión al budismo. El Registro Jingde de la Transmisión de la Lámpara y el Denkoroku contienen una historia de la posterior conversión de Mãra al budismo bajo los auspicios del monje Upagupta.
Según esta la historia, Upagupta viajó al reino de Mathura y predicó el Dharma con gran éxito. Esto hizo que el palacio de Mãra temblara, lo que provocó que la deidad usara sus poderes destructivos contra el Dharma. Cuando Upagupta entró en samadhi, Mãra se le acercó y deslizó un collar de jade alrededor de su cuello; pero Upagupta correspondió transformando los cadáveres de un hombre, un perro y una serpiente en una guirnalda y se la regaló a Mara. Cuando Mara descubrió la verdadera naturaleza del regalo, buscó la ayuda de Brahma para quitárselo. Brahma le informó que debido a que el collar fue otorgado por un discípulo avanzado del Buda, sus efectos solo podrían mitigarse tomando refugio en Upagupta. Así Mãra volvió al reino humano donde se postró ante el monje y se arrepintió. Por recomendación de Upagupta, juró nunca dañar el Dharma y se refugió en las Tres Joyas.
La primera fuente incluye un gatha que Mãra recitó cuando se levantó su sufrimiento:

Adoración al Maestro de los tres samādhis, al sabio discípulo de los diez poderes. Hoy deseo dirigirme a él sin tolerar la existencia de ninguna mezquindad o debilidad.